# لوئیس مایور (بازیکن فوتبال)
لوئیس مایور (انگلیسی: Luis Mayoral؛ زادهٔ ۱۰ اوت ۱۹۴۷) بازیکن فوتبال اهل اسپانیا است.
از باشگاه‌هایی که در آن بازی کرده‌است می‌توان به باشگاه فوتبال الچه و باشگاه فوتبال اتلتیکو مادرید اشاره کرد.